# 남태우 (1966년)
남태우는 대한민국의 모델이자 배우이다.

## 드라마
- 2023년 KBS2 월화 미니시리즈 《순정복서》 ... 양만희 역

## 영화
- 1996년 영화 《악어》 ... 미술감독
- 2007년 영화 《상어》 ... 프로듀서
- 2008년 영화 《아스라이》 ... 태욱 역 & 프로듀서
- 2009년 영화 《위대한 선수》 ... 주연
- 2010년 영화 《그들이 잃어버린 이름》 ... 주연
- 2014년 영화 《출근》 ... 주연
- 2015년 영화 《나와 함께 블루스를》 ... 고 대리 역
- 2018년 영화 《챔피언》 ... 대회방송 해설자 역
- 2018년 영화 《대무가》(단편)
- 2021년 영화 《그녀의 가족은 잘못이 없어》 ... 아빠 역
- 2021년 영화 《장르만 로맨스》 ... 투자자 역
- 2022년 영화 《대무가》 ... 무당선생 역